# Wagneriana pakitza
Wagneriana pakitza là một loài nhện trong họ Araneidae.
Loài này thuộc chi Wagneriana. Wagneriana pakitza được Herbert Walter Levi miêu tả năm 1991.